# Пам'ятник Тарасові Шевченку (Прага)
Пам'ятник Тарасові Шевченку в Празі (чеськ. Pomník Tarase Ševčenka v Praze) — пам'ятник великому українському поетові, письменнику, митцю і мислителю Тарасу Григоровичу Шевченку в столиці Чехії місті Празі.

## Загальна інформація
Пам'ятник встановлено неподалік від середмістя Праги на площі Кінських в історичному районі Сміхов (адміністративно належить до району Прага 5) — посередині скверу просто перед представництвом ООН у Чехії. 
Монумент Шевченкові відкрив особисто Президент України Віктор Ющенко під час державного візиту до Чехії 25 березня 2009 року.
Автори пам'ятника — громадяни України скульптори В.І. Зноба та М.В. Зноба та архітектор Вероніка Дірова.

## Опис
Пам'ятник Шевченкові в Празі являє собою бронзову фігуру поета (заввишки 2,2 м) на повний зріст, встановлену на невеликому прямокутному гранітному постаменті, доповненому низьким прямокутним же стилобатом.
Образ Шевченка, втілений авторами празького пам'ятника, — це молодий поет, сповнений надій і сподівань, що лівою рукою до серця притискає сувій (імовірно, з власними поезіями), сміливо й гордо позирає на глядачів. Для зображення обличчя поета за основу був взятий його ранній автопортрет.

## З історії пам'ятника
Монумент Кобзаря для Праги замовила українська громада в Чехії. За словами Голови громадської організації «Українська ініціатива в Чеській Республіці», що об'єднує діаспорян-українців Чехії, Віктора Райчинця, оплатили виготовлення монумента двоє чеських бізнесменів та Міністерство закордонних справ України. Сам пам’ятник і його встановлення коштували 2 мільйони чеських крон, що в перерахунку за тодішнім курсом становило 100 тисяч доларів США. За іншою інформацією, гроші на пам'ятник Шевченкові у Празі дала швейцарська компанія — Korlea Invest Holding AG, якою володіє український бізнесмен Василь Бечварж, виділила з цією метою $ 30 тисяч.   
Празький пам'ятник Шевченкові виконаний київською «Майстернею Зноби», ставши, таким чином, монументом Кобзареві-творінням цього бюро в 16-й за ліком країні. Його автором є молодий український скульптор Микола Зноба (*1974), що готував самостійно пам'ятник спеціально для Праги. Українська громада дискутувала, який варіант обрати й, зрештою, з перевагою в один голос перемогло зображення Шевченка молодшого віку; архітектором пам'ятника виступила дружина митця Вероніка Дірова. 
Спершу пам'ятник Тарасові Шевченку мав з'явитися в одному з найпрестижніших кварталів Праги Бубенеч (Bubeneč), але після того, як відбулися протести частини жителів району проти будівництва пам'ятника українському поетові, які не розуміли, який зв'язок має Шевченко власне з їхнім районом, до того ж справедливо вказували на юридичну невідповідність — спорудження монумента почалося з порушення будівельних норм, адже бетон під постамент залили на кілька днів раніше, ніж був виданий офіційний дозвіл на це, місцева влада ухвалила рішення не встановлювати пам'ятник у Бубенечі. 
Доволі швидко, однак, оскільки це відбувалося напередодні державного візиту до Чехії Президента України В. А. Ющенка, було вирішено встановити скульптуру Кобзаря в іншій частині Праги, причому неподалік від центру міста й до того ж просто перед представництвом ООН у Чеській Республіці. І хоча після скандалу місцеві українці за підтримки українських дипломатів швидко зуміли знайти нове, гідне місце для скульптури на празькому Сміхові, Радіо «Свобода» зазначає, що і це рішення було радше політичним, ніж юридичним — адже громадських слухань для обговорення встановлення пам'ятника Шевченкові, як це заведено у таких випадках, не проводилось, а всі будівельні дозволи зібрали за лічені дні.  
Відтак, 25 березня 2009 року відбулася урочиста церемонія відкриття пам'ятника Тарасові Шевченку в Празі, у якій взяли участь Президент України Віктор Ющенко і пані Катерина Ющенко, члени офіційної делегації України, представники міської влади Праги, зокрема Голова району Прага-5 Мілан Янчик, представники громадської організації «Українська ініціатива в Чеській Республіці» тощо. Під  хорове виконання пісні «Реве та стогне Дніпр широкий» учасниками хору Товариства українців в Чехії БЕРЕГИНЯ,  Віктор та Катерина Ющенки зняли з пам'ятника Кобзареві покривало. У своєму вітальному слові Президент наголосив, що сьогоднішня подія є видатною для українського та чеського народів. Звертаючись до всього світового українства, Віктор Ющенко, зокрема, наголосив: 
|  | «Поява українських і Шевченкових знаків по всьому світові ... це світова шана до України, яку приймаємо із взаємною повагою і вдячністю... |

Також Віктор Ющенко наголосив на тому, що Тарас Шевченко, хоча і не був ніколи в Празі, та має тісний зв'язок з Чехією, присвятив національному героєві Чехії Янові Гусу одну зі своїх найвідоміших поем:
|  | «Коли в 1876 році Російська імперія заборонила українську мову і літературу, то саме в Празі вийшло перше і нецензуроване видання Шевченкового «Кобзаря». Коли Шевченко був заборонений в Україні, то його переклав видатний чеський поет, великий прихильник України Йожеф Гейчик» |

Урочистий захід завершився покладанням квітів президентським подружжям та іншими учасниками церемонії до пам'ятника видатному українському поетові.

## Виноски
1. 1 2 3  Віктор і Катерина Ющенки взяли участь у церемонії відкриття пам'ятника Тарасові Шевченку в Празі [Архівовано 29 березня 2009 у Wayback Machine.] // повідомл. за 25 березня 2009 року на Офіційне інтернет-представництво Президента України [Архівовано 25 грудня 2018 у Wayback Machine.]
2. 1 2 3  У Празі відкрили пам’ятник Шевченкові [Архівовано 23 листопада 2012 у Wayback Machine.] // інф. за 25 березня 2009 року на онлайнова версія [Архівовано 27 липня 2009 у Wayback Machine.] Радіо «Свобода» (Прага)
3. ↑  Гроші на пам'ятник Шевченкові у Празі дала швейцарська компанія[недоступне посилання з липня 2019] // повідомл. за 30 березня 2009 року від Кореспондент.net
4. ↑  Мешканці Праги наполягають на перенесенні пам’ятника видатного поета ближче до резиденції українського посольства. [Архівовано 28 березня 2010 у Wayback Machine.] // повідомл. за 8 березня 2009 року від Он-лайн версія новиннєвого розділу [Архівовано 31 серпня 2009 у Wayback Machine.] телеканалу 1+1